# Lonate Ceppino
Lonate Ceppino – miejscowość i gmina we Włoszech, w regionie Lombardia, w prowincji Varese.
Według danych na rok 2004 gminę zamieszkiwało 4068 osób, 1017 os./km².